# Ораниенбаум II
Ораниенба́ум II — железнодорожная станция в черте города Ломоносова на линиях Санкт-Петербург — Калище. Из пяти путей станции два подходят к островной пассажирской платформе, а остальные используются для перемещения товарных грузов, поступающих в Порт Ломоносов и Ленинградскую область.

## Фото

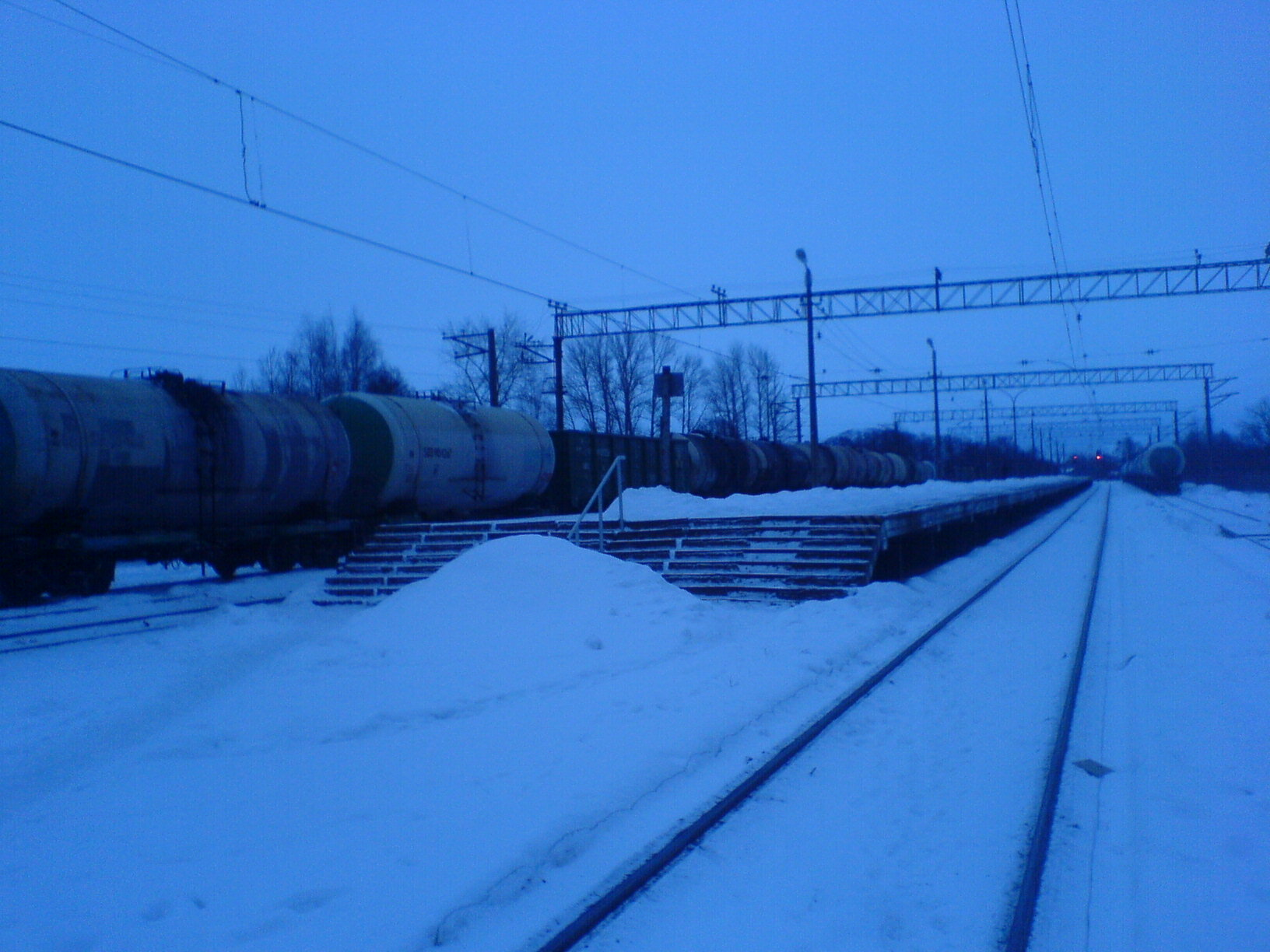
Станция Ораниенбаум II. Вид в сторону ст. Ораниенбаум I.